# Monika Wujec
Monika Wujec (ur. 31 stycznia 1969 w Biłgoraju) – polska farmaceutka, profesor nauk farmaceutycznych, wykładowca Uniwersytetu Medycznego w Lublinie.

## Życiorys
Ukończyła w 1994 AM w Sosnowcu uzyskując dyplom magistra farmacji i podjęła pracę w Katedrze i Zakładzie Chemii Organicznej AM w Lublinie. Pracę doktorską Synteza 3-aminopodstawionych -∆2-1,2,4-triazolino-5-tionu obroniła pod kierunkiem prof. Marii Dobosz. Habilitowała się na podstawie rozprawy Poszukiwanie związków o potencjalnej aktywności przeciwdrobnoustrojowej w grupie nowych pochodnych tiosemikarbazydu oraz 1,2,4-triazolu.

## Działalność naukowa
Współautorka ponad 100 publikacji z listy filadelfijskiej o łącznym współczynniku IF ponad 250. Jest członkiem Komitetu Terapii i Nauk o Leku PAN, zarządu Sekcji Chemii Medycznej PTFarm oraz Rady Naukowej Lubelskiego Towarzystwa Wspierania Nauk Farmaceutycznych.

## Odznaczenia
- Brązowy Krzyż Zasługi (2011)[8]